# Neubaufahrzeug
Neubaufahrzeug je prototip tenka koji je bila prva ideja o konstrukciji teškog tenka za Wehrmacht. Imao je više kupola, bio je težak i spor, pa se kao takav nije uklapao u ideju taktike Blitzkrieg. Napravljeno ih je samo pet, većinom za propagandne svrhe, a tri su sudjelovala u invaziji na Norvešku 1940. godine.

## Nastanak
Nakon što je postalo očito da razvoj obitelji tenkova Grosstraktor neće uroditi tenkovima koji će se moći operativno rabiti, njemačka je vojska (Reichswehr) morala potražiti bolje rješenje. Naime, sva tri prijedloga Grosstraktora temeljila su se na rješenjima tenkova koji su nastali tijekom I. svjetskog rata ili neposredno iza njega. A to znači da su imali velika tijela, motore smještene u sredini i gusjenice koje su išle oko tijela. Takvo rješenje imalo je više negativnih posljedica. Veliko tijelo, bez obzira na relativno tanak oklop, moralo je rezultirati velikom masom vozila. Uz to dugi hod gusjenica oko tijela rezultirao je velikim bočnim plohama koje bi u ratu bile idealne mete. Znatno uspjeliji projekt bio je zajednički njemačko-sovjetski Tank Grotte inženjera Ericha Grotta. Po ukupnom izgledu i koncepciji tenk je bio u potpunosti jedinstven za svoje vrijeme. Grotte je zamislio da će napraviti vrlo moderan tenk, koji će do maksimuma rabiti najsuvremenije tehnologije. Tako je za spajanje čeličnih ploča, umjesto zakivanja, rabio zavarivanje. Tijelo tenka snizio je do maksimuma, tek toliko da u njega stane motor i mjenjačka kutija. Gusjenice je postavio na moderan ovjes, posebno zaštićen dodatnim oklopom. Osnovu je činilo pet velikih čeličnih kotača s gumenim obrubljenjem. Motor i mjenjač, smješten u stražnjem dijelu vozila, pokretao je pogonski kotač koji je također bio smješten straga. Iako se to danas čini razumljivim samo po sebi, početkom tridesetih godina prošlog stoljeća to i nije bilo tako uobičajeno rješenje. Za lakše pokretanje gusjenica, na svaki su ovjes postavili šest dodatnih potpornih kotača, koji međutim nisu bili jednaki. Četiri kotača smještena su od sredine vozila prema kraju, dok su na prednji dio, odmah iza ljenivca, postavili dva manja kotača, koja su rabljena za održavanje optimalne napetosti gusjenice. Još jedno jedinstveno rješenje Tank Grottea bila je uporaba dviju kupola, smještenih jedna na drugu. Prvi i jedini prototip dovršen je u travnju 1931., a prva su testiranja započela u srpnju iste godine. Ona su pokazala da unatoč velikoj masi Tank Grotte ima dobre manevarske mogućnosti, što baš i nije bio slučaj za slične tenkove tog vremena. S obzirom na masu, čak je i maksimalna brzina ocijenjena zadovoljavajućom. Sve u svemu, pokazao se kao iznenađujuće dobar, s obzirom na revolucionarnost nekih rješenja. Iako nikad nije ušao u serijsku proizvodnju, Tank Grotte je njemačkim inženjerima bio odličan demonstrator tehničkih rješenja koje će primijeniti na kasnijim projektima.
Uviđajući da je koncepcija tenkova iz I. svjetskog rata prevladana i da će nova generacija tenkova rabiti neka druga rješenja, glavni stožer Reichswehra je već u listopadu 1932. pokrenuo razvoj novog teškog tenka, čija je osnovna zadaća trebala biti pružanje paljbene potpore pješaštvu tijekom napredovanja, te borba protiv neprijateljskih tenkova. Kako se u to vrijeme u Njemačkoj još uvijek provodio Versajski ugovor, čiji paragraf 24 brani razvoj i proizvodnju novih oklopnih vozila, Reichswehr je ponovno pokrenulo razvoj Grosstraktora. Za razliku od prvog razvoja Grosstraktora, kad su ugovori za razvoj dodijeljeni tvrtkama Rheinmetall-Borsig, Daimler-Benz i Krupp, ovaj put ugovore za razvoj su dobile samo Rheinmetall-Borsig i Krupp. Prvobitno je novi tenk označen kao PzKpfw VII (Pzkpfw IV neu Art), ali je u listopadu 1933. dobio oznaku Neubaufahrzeug (vozilo nove konstrukcije). Rheinmetallov je prijedlog dobio oznaku Neubaufahrzeug V ili Model A, a Kruppov Neubaufahrzeug VI ili Model B. Zbog toga neki izvori navode da je listopad 1933. i službeni početak razvoja ovih tenkova.
Do promjene oznake u mnogočemu je došlo zbog početka bitnih političkih promjena u Njemačkoj. Naime, 30. siječnja 1933. Adolf Hitler je postao njemački kancelar. Međutim, u tom trenutku niti jedna stranka nije imala većinu u njemačkom parlamentu (Reichstagu). Hitler je od tadašnjeg njemačkog predsjednika Hindenburga isposlovao raspisivanje prijevremenih izbora. Izbori su zakazani za početak ožujka, ali je u noći s 27. na 28. veljače izgorjela zgrada Reichstaga. Nakon toga Hitler je na izborima 6. ožujka dobio 43,9% glasova i praktički samostalno preuzeo vlast u Njemačkoj. Tako je i njemačka vojska u listopadu 1933. odlučila da svoje nove teške tenkove više ne mora skrivati iza imena Grosstraktor, već ih je preimenovala u Neubaufahrzeug.

## Opis tenka
Zbog do kraja razrađenih specifikacija koje su proizvođači morali poštovati, oba su prijedloga bila skoro identična. Neubaufahrzeug V je bio velik tenk dužine 6,6 metara. Podaci o širini i visini vozila razlikuju se od izvora do izvora. Tako dio izvora navodi da je širina i visina bila ista - 2,9 metara. Drugi pak navodi da je širina bila 2,2 metra, a visina tri.
Najveća je razlika bila u naoružanju, preciznije, njihovo raspoređivanje u kupoli. Iako to raspoloživi izvori navode tek usput, do sličnosti oba prijedloga djelomično je došlo i zato što je glavni stožer njemačke vojske zahtijevao da se kao osnova za razvoj Neubaufahrzeuga uzme britanski tenk Medium Mark III. Zanimljivo je da se Medium Mark III, iako je trebao otkloniti sve nedostatke uočene kod tenka Medium Mark II, nije pokazao dobrim rješenjem, te nikada nije došao do faze serijske proizvodnje. Iako su njemački projektanti preuzeli osnovnu koncepciju Medium Marka III, ipak su je znatno izmijenili. Zadržali su koncepciju s motorom u stražnjem dijelu, velikom kupolom u srednjem, te vozačem u prednjem dijelu vozila. Za razliku od Medium Marka III, na Neubaufahrzeugau su nešto drukčije rasporedili kupole sa strojnicama. Jednu su postavili na prednji dio vozila, dok su drugu smjestili na stražnji dio, odmah iza kupole, po ugledu na rješenje primijenjeno na tenkovima Grosstraktor. Kupole nisu samostalno razvijane nego su preuzete s tanketa (lakih tenkova) PzKpfw 1 i u početku su bile naoružane samo jednom strojnicom MG34 kalibra 7,92 mm. Međutim, prije slanja tenkova u Norvešku, kupole su preuređene te su dobile i drugu strojnicu. Iako je svaka strojnica imala zasebno punjenje, ciljatelji su mogli pucati samo istodobno s obje. Tijekom djelovanja ciljatelji su morali samo otkrivati i napadati ciljeve s obzirom na to da nisu imali izravnu vezu sa zapovjednikom tenka. To se posebno odnosilo na ciljatelja u stražnjoj kupoli. Zbog njihove male paljbene moći i nisu se mogli rabiti protiv "tvrdih" ciljeva (tenkovi, bunkeri itd.), već samo protiv "mekanih" (pješaštvo, laka terenska vozila, kamioni itd.). Zbog specifična smještaja polje djelovanja ovih kupola bilo je oko 90 stupnjeva. Borbeni komplet za strojnice bio je 6000 metaka.
Već smo spomenuli da je najveća razlika između dva prijedloga u njihovu naoružanju. Tako je Rheinmetallov Model A dobio kupolu u koju su smjestili top KwK L/24 kalibra 75 mm, a iznad njega Tankkanone L/45 kalibra 37 mm. U kupoli je bila i strojnica kalibra 7,92 mm. Borbeni komplet za top od 75 mm bio je 80, a za 37 mm tek 50 granata. Što se tiče Kruppove kupole, tu izvori nisu suglasni. Dio izvora navodi da je i ona dobila kombinaciju KwK-a L/24 i Tankkanonea L/45, ali dio izvora navodi da je barem jedna kupola ugrađena na Neubaufahrzeuge bila naoružana haubicom KwK L/28 kalibra 105 mm. Pored topničkog oružja u kupoli je bila i strojnica kalibra 7,92 mm. Kod Kruppove kupole, namijenjene Modelu B, oružja su bila smještena jedno pored drugog. U trenutku dovršetka (1936. godine) razvoja Neubaufahrzeuga top od 75 mm, ali i top od 37 mm, mogli su uništiti sve tadašnje tenkove. Zbog toga su, barem teoretski, ovi tenkovi bili jako opasno protivnici.
I Rheinmetallova i Kruppova kupola bile su za dva člana posade. Zapovjednik je, osim što je usmjeravao tenk i posadu, bio i punitelj topova. Da bi mogao motriti bojište bez izlaženja iz sigurnosti kupole, zapovjednik je na njenom krovu imao motrilačku kupolicu. Uz njega u kupoli je bio i ciljatelj. Tenkovi Neubaufahrzeug imali su posadu od šest članova. Uz zapovjednika i ciljatelja, u dvije pomoćne kupole bila su dva ciljatelja. U prednjem dijelu vozila bio je i vozač. Ono po čemu su ovi tenkovi bili napredni za svoje vrijeme bila je činjenica da je šesti član posade bio radioperater.
Rheinmetall je do kraja 1934. godine dovršio dva prototipa (Nr.1 i Nr.2) napravljena od mekanog čelika, a još tri (Nr.3, Nr.4 i Nr.5) tijekom 1935. i 1936. godine napravljena od pancirnog čelika. Samo je Nr.1 opremljen i Rheinmetallovom kupolom. Kako se ona nije pokazala osobito uspješnim rješenjem, ostala četiri prototipa dovršena su s Kruppovim kupolama.
Prednji dio tijela tenka napravljen je od čelika debljine 70 mm. Ostatak tenka napravljen je zavarivanjem čeličnih ploča debljine 13 mm. Istu debljinu oklopa imale su i kupole. Iako je rabljen relativno tanak oklop, masa Rheinmetallovog tenka bila je čak 35 tona.
Za pogon je uporabljen BMW-ov šestcilindrični benzinski motor preuzet s aviona, snage 290 KS. Kako se pokazao preslabim, ubrzo je zamijenjen benzinskim V-12 motorom Maybach HL 120 TRM snage 300 KS. Prijenos snage je išao preko mijenjača sa šest brzina za naprijed i jednom za unatrag. To je bilo dovoljno za maksimalnu brzinu od samo 30 km/h. Veliki je motor i puno trošio te je 457 litara benzina (koliko je stalo u spremnike) bilo dovoljno tek za 120 kilometara vožnje.
Zanimljivo je da je u jesen 1939., nakon što je razvoj Neubaufahrzeuga definitivno okončan, na međunarodnoj izložbi automobila u Berlinu Krupp prikazao svoj PzKpfw NbFz VI. Tenk je bio opremljen sa šestcilindričnim motorom snage čak 500 KS. Unatoč osjetnom povećanju snage, ostao je zabilježen podatak da je maksimalna brzina bila tek nešto veća, 35,4 km/h. Djelomični krivac za tako malu brzinu je i povećanje mase na 36.575 kg, a vjerojatno je zadržan i mjenjač s "petice". NbFz VI je morao imati i znatno veće spremnike za gorivo jer mu je autonomija, usprkos jačem motoru, bila 140 kilometara.
Testiranja u vožnji pokazala su da kombinacija velike mase NbFz V i uskih gusjenica nepovoljno utječe na vozne mogućnosti po mekanom terenu. Uske su gusjenice stvarale specifičan pritisak od 0,69 kg/cm2, te je vozilo, usprkos klirensu od 0,45 m, često ostajalo zaglavljeno u mekanom terenu. To se je događalo usprkos modernom ovjesu koje se sastojalo od pogonskog kotača na stražnjem dijelu vozila. Kako bi se povećala prohodnost na neravnom terenu i preko zapreka, ljenivac je postavljen visoko na prednji dio vozila. U velikoj većini izvora navodi se da je gusjenica klizila preko pet pari voznih kotača, što nije točno. Zapravo, istina je da je na svakoj strani ovjesa bilo pet pari voznih kotača, ali je odmah iza ljenivca bio još jedan vozni kotač iste veličine kao i vozeći. Kako se ne spominje u literaturi, pitanje je čemu je zapravo služio. Najvjerojatnije da gusjenica, zbog velikog razmaka između ljenivca i prvog vozećeg kotača, ne bi pukla zbog prevelikog napregnuća pri prelasku preko prepreka. S gornje strane gusjenica je klizila preko četiri kotačića.
Osnovu ovjesa činile su spiralne opruge udružene s torzijskim štapovima tipa Christie. Bio je zaštićen posebnim oklopom. Osim što je donekle štitio ovjes i gusjenicu od upadanja granja, kamenja i sličnih stvari učinkovitost ovog oklopa jako je upitna. Osim toga jako je smetao posadi ako bi pokušala popraviti bilo kakvi veći kvar na njemu.

## Testiranja
Nakon što je Hitler došao na vlast, naglo je prekinut bilo kakav oblik vojne suradnje sa Sovjetskim Savezom. Zbog toga ni Neubaufahrzeuge nisu mogli poslati na testiranja u Sovjetski Savez. Ali kako je dolaskom Hitlera na vlast Njemačka jednostrano odbacila odredbe Versajskog ugovora, tako i nije više bilo potrebe da se tenkovi skrivaju. Dapače, počeli su ih intenzivno rabiti za političku promidžbu. Tako su Nr.1 i Nr.2 već u kolovozu 1935. rabljeni u velikim vježbama oklopne divizije. Ostala tri prototipa (Nr.3, Nr.4 i Nr.5) poslani su na novoosnovani poligon Putloss, gdje su intenzivno testirani tijekom 1935. i 1936. Tijekom tih testiranja pokazalo se da Neubaufahrzeug nije najbolje rješenje. Osim loše pokretljivosti po mekanim terenima, te slabe autonomije, pokazalo se da je pogrešna i sama koncepcija tenka. Naime, tijekom tih testiranja, ali i velikih manevara održanih tih godina, te ponajviše iskustava stečenih u Španjolskom građanskom ratu, zaključeno je da je koncepcija velikih tenkova s puno kupola definitivno zastarjela. Na primjeru Neubaufahrzeuga taj se koncepcijski promašaj višestruko vidio. Prvi je bio da dvije dodatne kupole nisu pružale bitno veću paljbenu moć, a zahtijevale su dva dodatna člana posade i veliki prostor. Povrh toga svaka je ta kupola mogla poslužiti za naoružavanje znatno učinkovitijih tanketa PzKpfw 1.
Da bi se u kupolu mogli "ugurati" top kalibra 75 i 37 mm, ona je morala biti povećana. A to je pak značilo da će biti dobra meta neprijateljskih protutenkovskih oružja. Niti visina tenka od čak tri metra sigurno nije pripomogla. Ali sve bi te mane Neubaufahrzeugu njemačka vojska još i "oprostila". Međutim, dvije su mu bile neoprostive. Prva je bila da je bio prezahtjevan za serijsku proizvodnju, a time i preskup. I to u vrijeme kad se njemačka vojska započela intenzivno naoružavati kako bi u naoružanju dostigla i prestigla Francusku, Veliku Britaniju, a potom i Sovjetski Savez.
Druga, još veća mana Neubaufahrzeuga bila je sporost kretanja izvan potova, te loša pokretljivost po mekanim terenima. U vrijeme njegova nastanka njemačka je vojska započela razvijati revolucionarnu taktiku masovne uporabe oklopnih snaga i brzih prodora u neprijateljsku pozadinu koja će postati poznata kao Blitzkrieg. Pritom se pokretljivost daleko više "cijenila" nego paljbena moć. Kod Neubaufahrzeuga to je bilo dijametralno suprotno. Ako se i kretao izvan putova, teško je prostizao brzine veće od 15 km/h. A to nikako nije bilo dovoljno. Zbog toga ne čudi da je njemačka vojska zaključila da Neubaufahrzeug nije pogodan za uvođenje u operativnu uporabu. Umjesto Neubaufahrzeuga kao glavni tenk njemačkih oklopnih snaga odabran je Panzerkampfwagen IV.

## Operativna uporaba
Iako Neubaufahrzeug nije ušao u serijsku proizvodnju, njemačka je vojska u naoružanju zadržala prototipove Nr.3, Nr.4 i Nr.5, dok su Nr.1 i Nr.2 intenzivno rabljeni za obuku posada. Ne postoje izvješća da su Nr.3, Nr.4 i Nr.5 rabljeni u okupacijama Austrije, Čehoslovačke i Poljske. Prvo spominjanje borbene uporabe ova tri Neubaufahrzeuga je tijekom njemačke okupacije Norveške početkom 1940. godine. Do tada su relativno malobrojne njemačke snage već angažirane na okupaciji Čehoslovačke i ponajviše Poljske. Uz to su velike oklopne snage već bile razmještene prema Francuskoj, Belgiji i Nizozemskoj. Kako nisu očekivali veći otpor norveške vojske, njemački je glavni stožer za tu priliku formirao posebnu oklopnu skupinu (Panzer Abteilung zur besonderer Vervendung 40 - PzAbt zbV 40) u koju su ušli i Nr.3, Nr.4 i Nr.5. Oni su uporabljeni za ustrojavanje posebne postrojbe Panzerzug Horstmann/Zug Putloss jačine voda, pod zapovjedništvom poručnika Hansa Horstmanna.
Postrojba je u Oslo stigla već 19. travnja 1940., deset dana nakon početka njemačkog napada. Glavna joj je zadaća bila pružanje paljbene potpore njemačkom pješaštvu tijekom prodora u unutrašnjost Norveške. Pritom se nisu očekivali veći sukobi s tenkovima, već ponajviše s utvrđenim ili barem ukopanim neprijateljskim pješaštvom. Zbog toga su naknadno dva tenka ostavljena u PzAbt zbV 40, dok je jedan prebačen kao potpora 196. pješačkoj diviziji. Ovaj je tenk oštećen tijekom bitke s britanskim snagama, ali je naknadno ponovno osposobljen za borbu. Znatno lošije je prošao jedan od tenkova u PzAbt zbV 40. Ovi su tenkovi sudjelovali u bitki kod Andalsnesa. Jedan je tako teško oštećen da ga više nisu mogli popraviti, te su ga njemački vojnici uništili. Kako bi se nadomjestio gubitak, 16. svibnja u Norvešku je došao jedan od prva dva prototipa, skoro sigurno Nr.2. Njegova najveća mana je bila što je izrađen od mekanog, a ne pancirnog čelika, ali sada je PzAbt zbV 40 ponovno imao tri tenka.
Nakon okončanja operacija za okupaciju Norveške, povijest ovih tenkova postaje zagonetkom. Jedan dio izvora navodi da su sva tri tenka ostala u utvrdi Akershus u Oslu sve do kraja II. svjetskog rata. Tamo su ih zatekli Saveznici 1945. te ih razrezali. Jedan dio izvora navodi da su tijekom 1942. sva tri Neubaufahrzeuga prebačeni u Finsku. Prema njima tenkovi su bili u sastavu 1. Panzer Gruppe, te su intenzivno rabljeni u borbama protiv sovjetskih snaga koje su ostale u okruženju. Jedan je Neubaufahrzeug uništen 28. ili 29. lipnja 1941. u bitkama oko Dubnoa. Iako neki izvori tvrde da su preostala dva uništena u bitkama blizu rumunjske granice, vjerojatnije je da su u studenom 1941. vraćeni u Njemačku. Na jednoj službenoj Kruppovoj fotografiji iz 1942. vidi se jedan Neubaufahrzeug (skoro sigurno Nr.1) koji prolazi preradu u samovozni protutenkovski top Sturer Emil naoružan topom Kwk44 L60 kalibra 128 mm. Međutim, njemački izvori potvrđuju da su napravljena barem dva prototipa, što znači da je uz Nr.1 uporabljen barem još jedan Neubaufahrzeug. Jedan od Sturer Emila intenzivno je rabljen u borbama blizu Karkova tijekom 1943. i 1944. godine.

## Usporedba s ostalim tenkovima
U odnosu na Leichte Traktor i Grosstraktore, Neubaufahrzeug je bio veliki korak naprijed u razvoju suvremenog tenka. Iako je i dalje patio od nekih, prije svega koncepcijskih nedostataka, ipak je bio dovoljno napredan da se mogao rabiti u borbenim operacijama. U osnovi Neubaufahrzeug je bio dobra osnova za razvoj još naprednijeg teškog tenka, samo da je njemačka vojska imala dovoljno vremena i novca, ili bolje rečeno proizvodnih kapaciteta, da ga može razviti. Iako je u odnosu na tadašnje najsuvremenije francuske, britanske i američke tenkove Neubaufahrzeug bio bolji, ipak nije bio dovoljno dobar za njemačku vojsku. Vjerojatno je to najbolji dokaz koliko je njemačka koncepcija razvoja tenkova bila naprednija u odnosu na savezničke države. Jedino su projektanti u Sovjetskom Savezu sredinom tridesetih godina radili na jednako naprednim projektima, koji će na kraju i rezultirati jednim od najboljih tenkova II. svjetskog rata, T-34.

### Zajednički poslužitelj
|  | Zajednički poslužitelj ima još gradiva o temi tenk Neubaufahrzeug |